# Black’s Land
Black’s Land, auch Jones’ Land, ist ein Wohngebäude an der Main Street in der schottischen Stadt Inveraray. Das Haus befindet sich am Südende des historischen Stadtkerns von Inveraray und liegt südlich der Gebäudezeile Arkland. Der Stadtkern endet mit dem südlichen Nachbarhaus Mackenzie’s Land. Black’s Land liegt direkt an der A83, die den Süden der Region bis zur Halbinsel Kintyre an den Central Belt anschließt. 1966 wurde Black’s Land in die schottischen Denkmallisten in der höchsten Kategorie A aufgenommen. Jones, nach dem das Gebäude alternativ benannt ist, war der Schwiegersohn der Mackenzies, denen das Nachbarhaus gehörte. Einst befand sich die Wirtschaft Halley’s Inn in Black’s Land.

## Beschreibung
Die Organisation Historic Scotland gibt das späte 18. Jahrhundert als Bauzeitraum des Hauses an. Da große Teile der Planstadt Inveraray, wozu auch die beiden Nachbargebäude zählen, in den 1770er Jahren entstanden, liegt die Annahme nahe, dass Black’s Land ebenfalls in diesem Jahrzehnt errichtet wurde. Black’s Land ist im traditionellen Stil gebaut. In die Vorderfront des zweistöckigen Gebäudes sind die Eingangstür sowie fünf Sprossenfenster eingelassen. Das Haus schließt mit einem schiefergedeckten Satteldach ab. Zwei Dachgauben mit Walmdächern treten straßenseitig hervor. Diese entsprechen nicht dem Originalzustand und wurden später hinzugefügt. Alle Fassaden sind in der traditionellen Harling-Technik verputzt.